# Sitte
Der Begriff Sitte bezeichnet eine auf sozialer Gewohnheit und Tradition beruhende, nicht erzwingbare, aber in gewissem Maß (durch den Druck der öffentlichen Meinung) verbindliche, äußere Verhaltensregel innerhalb einer Gruppe oder Gesellschaft. „Gesittung“ ist Grundlage der Sittlichkeit.  Abwertend werden unerwünschte Gewohnheiten manchmal auch als „Unsitte“ bezeichnet. Im Gegensatz zu Recht ist Sitte nicht erzwingbar.
Sitte ist zudem die umgangssprachliche Kurzform von Sittenpolizei.

## „Sitte“ und „Sitten“
Die Sitte (lateinisch: „mos“)  im Singular wird als Begriff der Gesamtheit moralischer Werte und Regeln (Sittlichkeit, Gesittung, Sittsamkeit, Anstand) im Sinne einer moralischen Autorität verstanden (Heteronomie). Sittlich ist das äußerliche Verhalten in der Gesellschaft, wobei man innerlich anderer Meinung sein kann. Es heißt dann: Etwas ist Sitte oder die Sitte will bzw. verlangt etwas. In diesem Sinne versteht sich das Motto Sitte und Tracht der Alten / wollen wir erhalten.
Im Plural werden unter Sitten (lateinisch: „mores“; s. a. Trivia) Einzelnormen verstanden, z. B. in Form der Höflichkeit, der Tischsitte(n) oder der Hofsitte(n). Sitten haben Kulturbezug, das heißt, sie gelten in der Regel in Bezug auf einen geographisch-zeitlichen Raum (vgl. Sprichwort „Andere Länder, andere Sitten!“, englisch: When in Rome, do as the Romans do.). Einem Außenstehenden können sie daher sonderbar oder seltsam erscheinen.

## Juristische Bedeutung
Das Wort Sitte wird als Rechtsbegriff verwendet und hat dann juristische Bedeutung. Das deutsche Grundgesetz weist in Art. 2 Abs. 1 GG auf das Sittengesetz hin, was als unbestimmter Rechtsbegriff ausgelegt werden muss.
Im deutschen Zivilrecht regelt beispielsweise § 138 BGB, was als „sittenwidriges Rechtsgeschäft“ verstanden werden kann. Das Gesetz spricht dabei von einem „Verstoß gegen die guten Sitten“. § 817 BGB regelt, wie mit Geschäften, die gegen die guten Sitten verstoßen, umgegangen werden muss. Verkehrssitte ist der Überbegriff für die Sitten, die im Rechtsverkehr gebräuchlich sind.
Im 19. Jahrhundert wurden Brauch und Sitte klar unterschieden. Brauch galt als Mittelglied zwischen der rein individuellen Lebensgewohnheit und der Sitte. Brauch war demnach im Unterschied zur Sitte als ein markiertes Ereignis im Lebens- und Jahreslauf zu sehen. Er hatte demnach seinen Sitz im engeren Familienkreis, in einer begrenzten Gruppe oder im weiteren Kreis einer Gemeinschaft.

## Einzelheiten
Die Sitte ist zu unterscheiden vom Brauch, der rituelle Aspekte beinhaltet. Sitten beinhalten menschliche Umgangsformen, Verhaltensweisen und -regeln (z. B. Manieren).
Sitten werden von den Bewohnern eines Volkes geachtet, bewahrt und gepflegt. Wer dagegen verstößt, wird als „unsittlich“ bezeichnet. Sie unterliegen dennoch dem sozialen Wandel. Wer sich nicht an die Sitten hält dessen Verhalten wird als sittenwidrig bezeichnet. Personen, die über die  Sitten wachen, werden  umgangssprachlich als Sittenwächter bezeichnet. Darüber hinaus gab es bis in die 1970er Jahre eine Abteilung der Kriminalpolizei, die sich mit Sittendelikten befasste. Diese wurde früher umgangssprachlich „die Sitte“ (Sittenpolizei) genannt.
Im subjektiven Urteil über eine andere Person kann es passieren, dass man jemandem vorwirft, er habe „keine Sitten“ (Sittenlosigkeit), beispielsweise aufgrund eines freizügigen Sexualverhaltens. Aus dieser Wahrnehmung heraus wird dann auch vom Verfall der Sitten gesprochen. Im 17. Jahrhundert wurde nach dem Massaker von Magdeburg der Begriff Magdeburgisierung als Synonym für die Verrohung von Sitten (speziell in Kriegen) geprägt.
Political Correctness kann als moderne Sitte betrachtet werden, da sie soziale Normen und Verhaltensweisen umfasst, die in vielen Gesellschaften als korrekt und angemessen gelten. In vielen Gesellschaften gibt es heute einen weit verbreiteten Konsens darüber, dass diskriminierende oder herabsetzende Sprache und Verhaltensweisen vermieden werden sollten. Oft fungiert der Begriff „Sitte“ synonym zum Begriff des „sozialen Anstands“ und des respektvollen Umgangs miteinander.
Auf Socialmedia-Plattformen gerät das „sittliche Verhalten“ im europäischen Sprachraum oft auch an seine Grenzen, wie dies bereits im Jahre 2012 der bekannte Zeit-Essayist Harald Martenstein schrieb: 

„Jede halbwegs interessante Person und jede alltägliche Handlung [ist] heute ein Gegenstand nahezu ununterbrochener Beobachtung […] nicht zuletzt wegen der Leserreporter, aber auch wegen der tausend Möglichkeiten des Internets und wegen der Handykameras. Vor allem aber deshalb, weil der Mensch ein neugieriges Wesen ist und weil die Neugierde, wie jedes Bedürfnis, sich in einer Warengesellschaft ökonomisch nutzen lässt. […] Vor der Tugendwacht ist niemand sicher, nicht der Jugendliche mit alterstypischem Erfahrungshunger, nicht der Ehemann auf Abwegen, auch nicht die junge Mutter.“

## Trivia
Eine heute nur noch selten zu findende Redewendung bezüglich der Sitte ist „jemanden Mores lehren“.